# Colmena

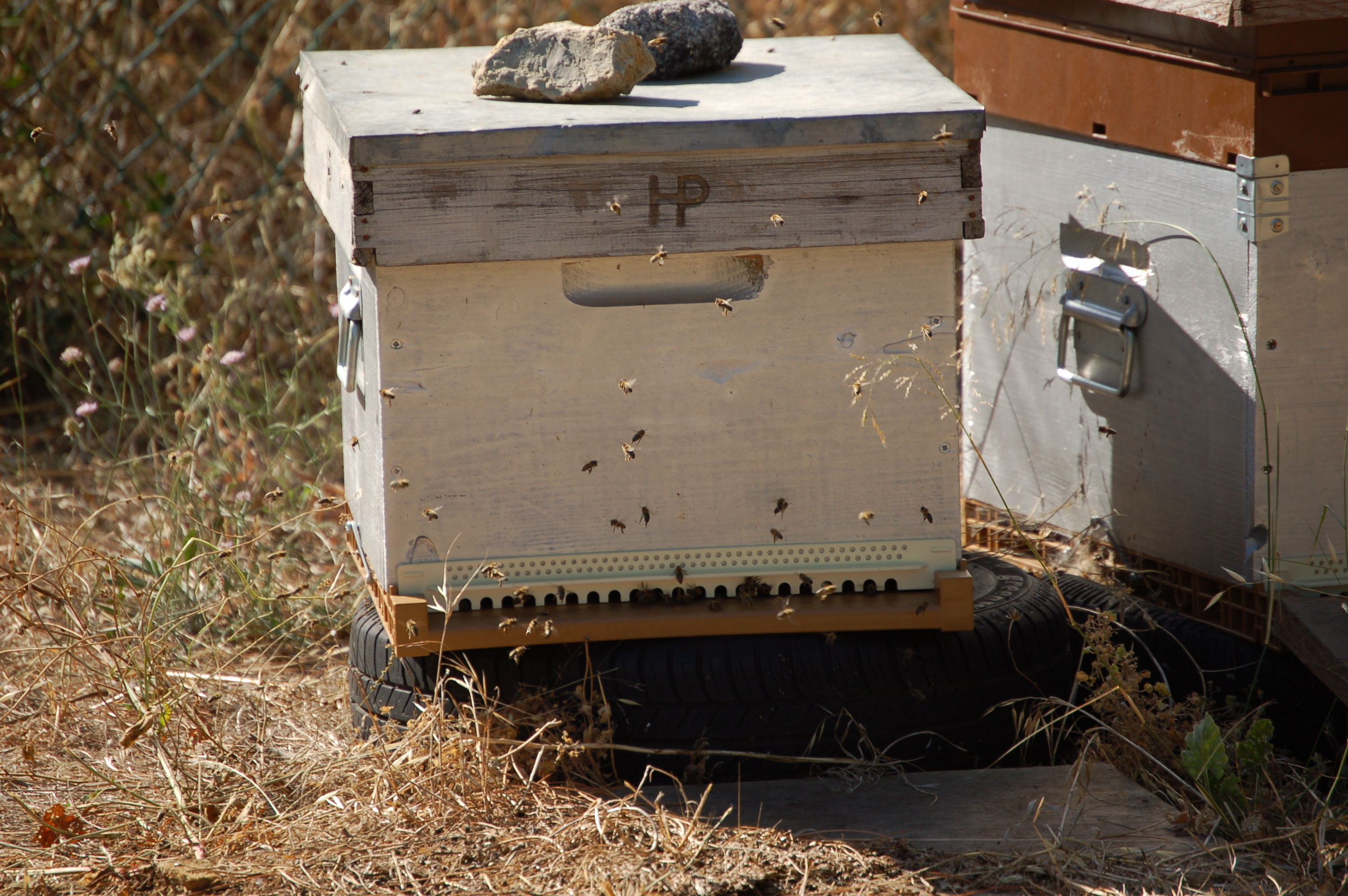
Colmena artificial.

La colmena es el nido constituido por panales de cera, de una colonia de abejas y, por extensión, la colonia que habita en ella.
Las colmenas de abejas pueden llegar a contener hasta ochenta mil individuos, y están constituidas por tres castas: las obreras, los zánganos y la abeja reina. Las abejas que se ven comúnmente son las obreras, que también constituyen la parte más numerosa de la colonia.
Las abejas forman sus colonias de modo muy diferente a como hacen otros insectos sociales, como los abejorros, las hormigas o las termitas. Para constituir un nuevo grupo, la abeja reina madura abandona la colmena, llevándose consigo un gran número de obreras y dejando a las reinas que están por nacer en sus celdas reales y el resto de lo que queda de la colonia original. Este proceso se denomina enjambrazón y al grupo de abejas con su nueva reina se le llama enjambre. No hay que confundir un enjambre con la colonia que se encuentra en el interior de cualquier recinto o habitáculo, con sus panales de cera.
La agrupación de colmenas dispuestas en una ubicación determinada por un apicultor se denomina colmenar o apiario o alveolar.

## Partes de un habitáculo de colmena movilista

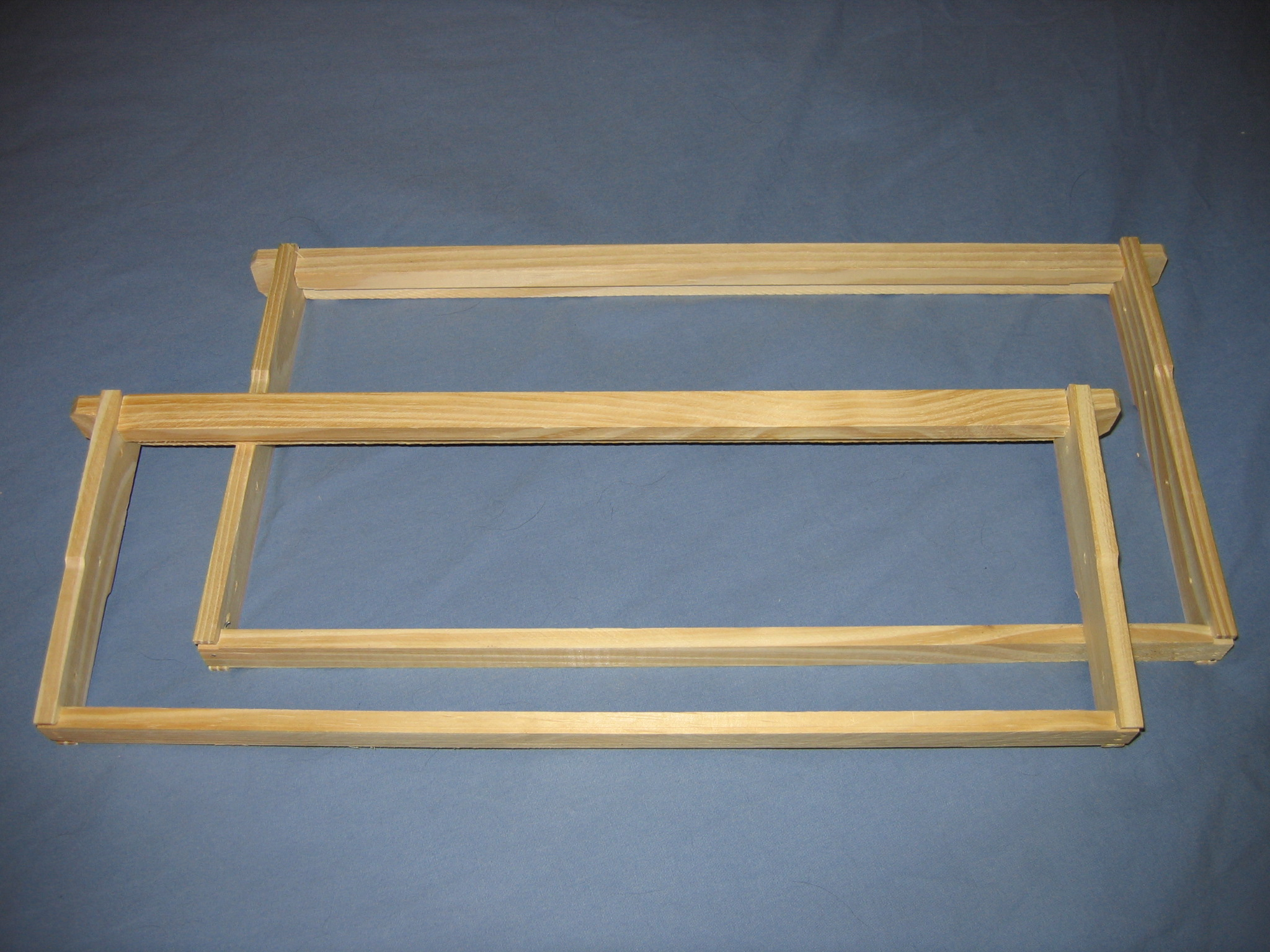
Marcos o cuadros móviles.

Un habitáculo, para albergar una colmena, fabricado para el ejercicio de la apicultura, consta de varias partes:
- Suelo del habitáculo y tablero de vuelo.
- Cámara de cría o alza inferior.
- Alza melífera.
- Entretapa de madera o de otro material con un agujero central para la alimentación en caso necesario.
- Techo del habitáculo.
- Cuadros móviles.

## Clases de abejas
Una colonia de abejas se compone de una reina, de abejas obreras y de zánganos. La reina (madre o maestra) tiene la misión de poner huevos y distribuirlos y de mantener la cohesión de la colonia con sus feromonas. Pone un huevo en cada celdilla del panal. La cantidad de huevos es variable, dependiendo de la época del año y de las condiciones de la colonia: si las floraciones escasean y por ello la entrada de néctar y polen es escasa, la puesta disminuye; pero cuando las floraciones aumentan, también lo hace la puesta. Puede llegar a poner dos mil huevos diarios durante ese tiempo. Las obreras son muy numerosas y se encargan de recoger el néctar con el que fabrican la miel para su alimentación y, junto con el polen, el pan de abeja para nutrir a las larvas de abeja (cresas), que salen en las celdillas de los huevos depositados por la reina. Las obreras segregan la cera por las glándulas del abdomen, con la que construyen las celdillas de los panales y las cierran con una finísima capa. Este proceso se llama «operculado» y lo realizan tanto en celdillas de cría como de miel.
El tercer tipo de abeja lo conforman los zánganos, machos, que mueren después de haber fecundado a las reinas vírgenes, ya que su aparato genital se desprende del cuerpo y queda adherido al cuerpo de ella para permitir que los espermatozoides pasen a la espermateca. Al final de la temporada apícola las abejas obreras matan a la mayoría de los zánganos a excepción de las colonias más fuertes que les permiten sobrevivir.

## Puesta en marcha de una colmenilla
Dispuesta una colmena para recibir abejas hay que dotarla de un enjambre; este puede hallarse a veces colgando de un árbol y precisa que se recoja con una especie de caza mariposas llamado caza-enjambres o directamente acercando la colmena hasta el grupo y con la ayuda de un poco de humo se dirigen hacia la entrada, si la colmena es de su agrado pronto muchas sueltan las feromonas de llamada y entran en tropel; otra forma es dividir alguna colonia ya establecida en dos partes o incluso en más a las que se puede añadir una reina de un criadero o dejar que la parte huérfana haga maestriles de donde nacerán las futuras reinas vírgenes. 
Las abejas tienen picada dolorosa; por lo tanto, los apicultores deben proteger su rostro y cuerpo con trajes especiales y guantes además es necesario cuando se manipula la colmena calmar a las abejas por medio de humo.
Si a pesar de las precauciones el apicultor sufre una picadura de una abeja puede calmar el dolor de la picadura aplicando sobre ella un trozo de algodón impregnado en amoníaco.

## Clasificación de las colmenas

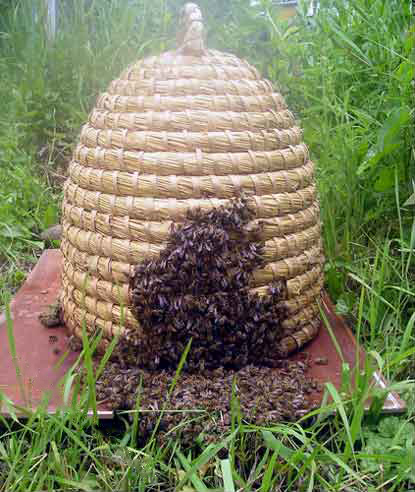
Colmena tradicional.

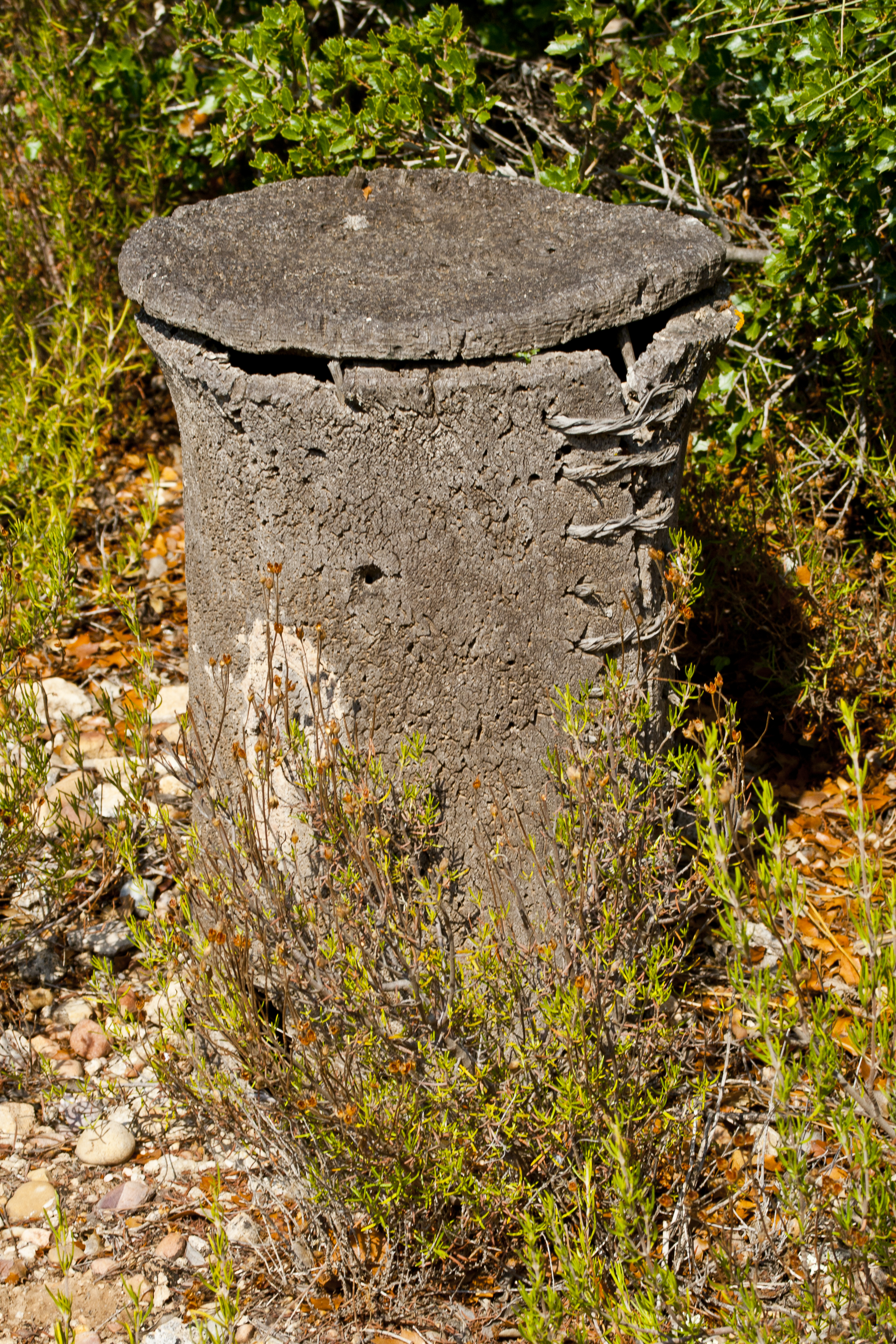
Colmena tradicional de Albacete

Existen dos tipos básicos de colmenas desde el punto de vista metodológico:
- Colmena rústica: es una colmena que no tiene intervención del ser humano, como el hueco natural de un árbol, o que es construida sin mayor sofisticación.
- Colmena "racional": es aquella construida de acuerdo a principios que pretenden optimizar la producción de miel y dar las mejores condiciones posibles para las abejas.
  - Colmena de panales fijos: hechas en troncos huecos, en vasos de corcho, en cestos de mimbre, en campanas de paja, donde las abejas construyen los panales de cera según sus propios criterios.
  - Colmena de panales o marcos móviles: son las colmenas utilizadas en la apicultura moderna, existen de diferentes tamaños y altura, pero la particularidad que las une es que en su interior todas tienen cuadros de madera móviles que permiten una explotación racional sin necesidad de destrucción del nido de cría. Ej.: la colmena Langstroth (ideada por Lorenzo Langstroth), Layens, Dadant, keniana.

## Tipos de colmenas modernas

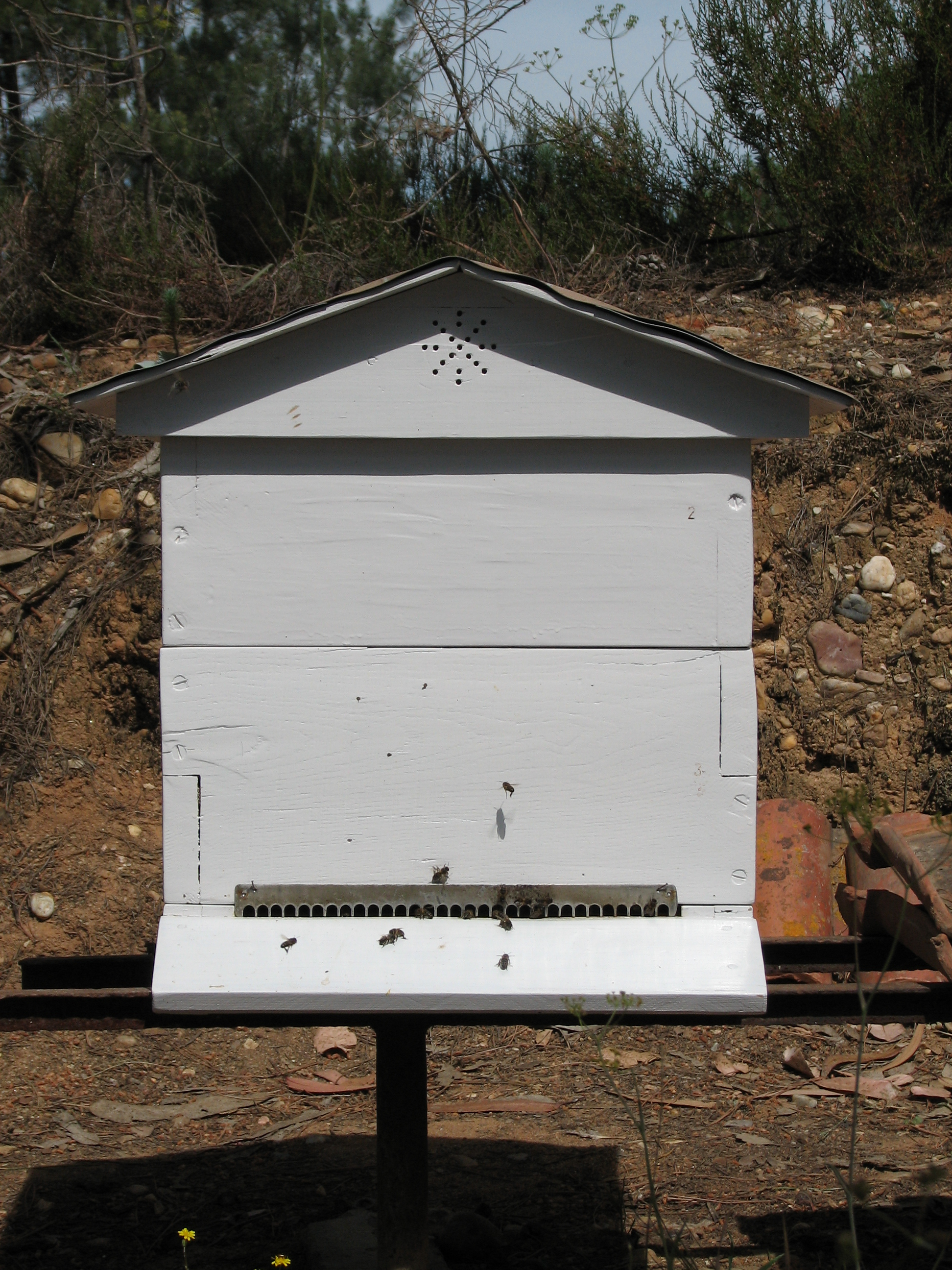
Típica colmena Carlini, Italiana.

- Colmenas verticales. Esta colmenas tienen una capacidad ilimitada, en virtud que pueden ser ampliadas añadiendo alzas a la cámara de cría a medida que son necesarias.
  - Colmena Langstroth
  - Colmena Dadant
  - Colmena Smith
  - Colmena Lusitana

- Colmenas horizontales. Estas colmenas tienen siempre capacidad limitada, no importando el tamaño en que se las construya, no es factible agregar alzas. Esta dificultad se soluciona en la actualidad implementando alzas a las colmenas tipo Layens.
  - Colmena horizontal con lateral inclinado (Top Bar Hive o Kenniana) en inglés KTBH.
  - Colmena horizontal con lateral recto (Top Bar Hive o Tanzania). en inglés Tanz, colmena tipo Layens.
  - Colmena Layens. Esta colmena deriva de las colmenas horizontales, es una sola cámara de cría de mayor volumen, donde no se diferencia zona de cría y zona de miel aunque las abejas tienden a colocar la miel a los lados del nido de cría.
- Colmenas de reproducción.
  - Núcleos o nucleros: constan de dos a cinco marcos, y se emplean para criar una nueva colmena a partir de pocas abejas y una reina. Si la reina no está fecundada se llaman núcleos de fecundaciónCo.

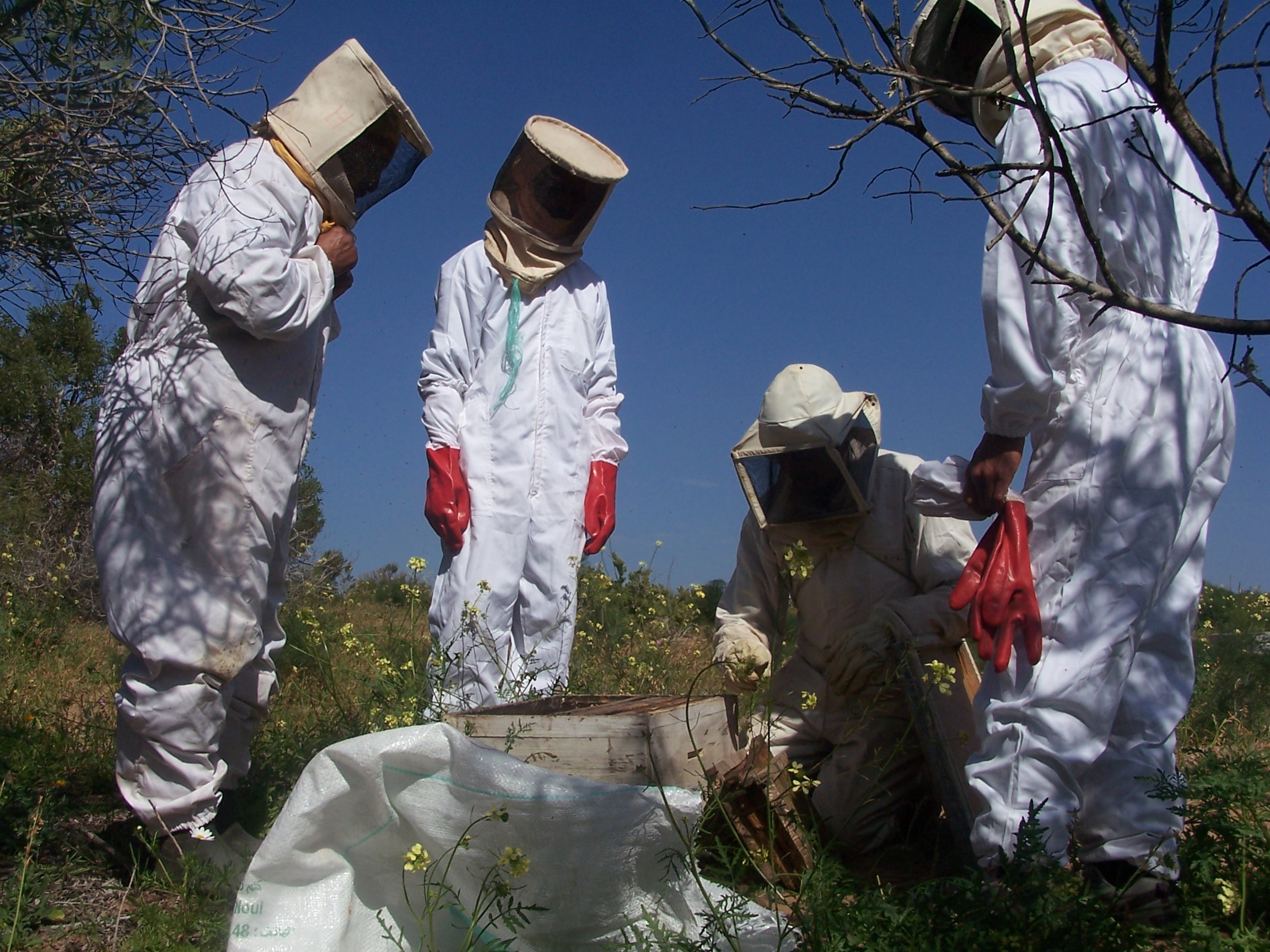
Apicultores en el parque nacional de Souss-Massa, Marruecos.

- Colmenas por control remoto: Se trata de colmenas en las que se emplean medios tecnológicos para vigilar la producción en zonas de difícil acceso. Este es un sistema muy novedoso al que están recurriendo, por ejemplo, algunos apicultores del suroccidente de Asturias (como Ibias, Pola de Allande y Tineo). El proyecto cuenta con fondos nacionales y europeos y consiste, además de en la colocación de cámaras de videovigilancia, en la medición de datos meteorológicas relacionados con la temperatura o la humedad. Esto permite intervenir en la producción y en la calidad de la miel actuando en variables como el peso de las colmenas.

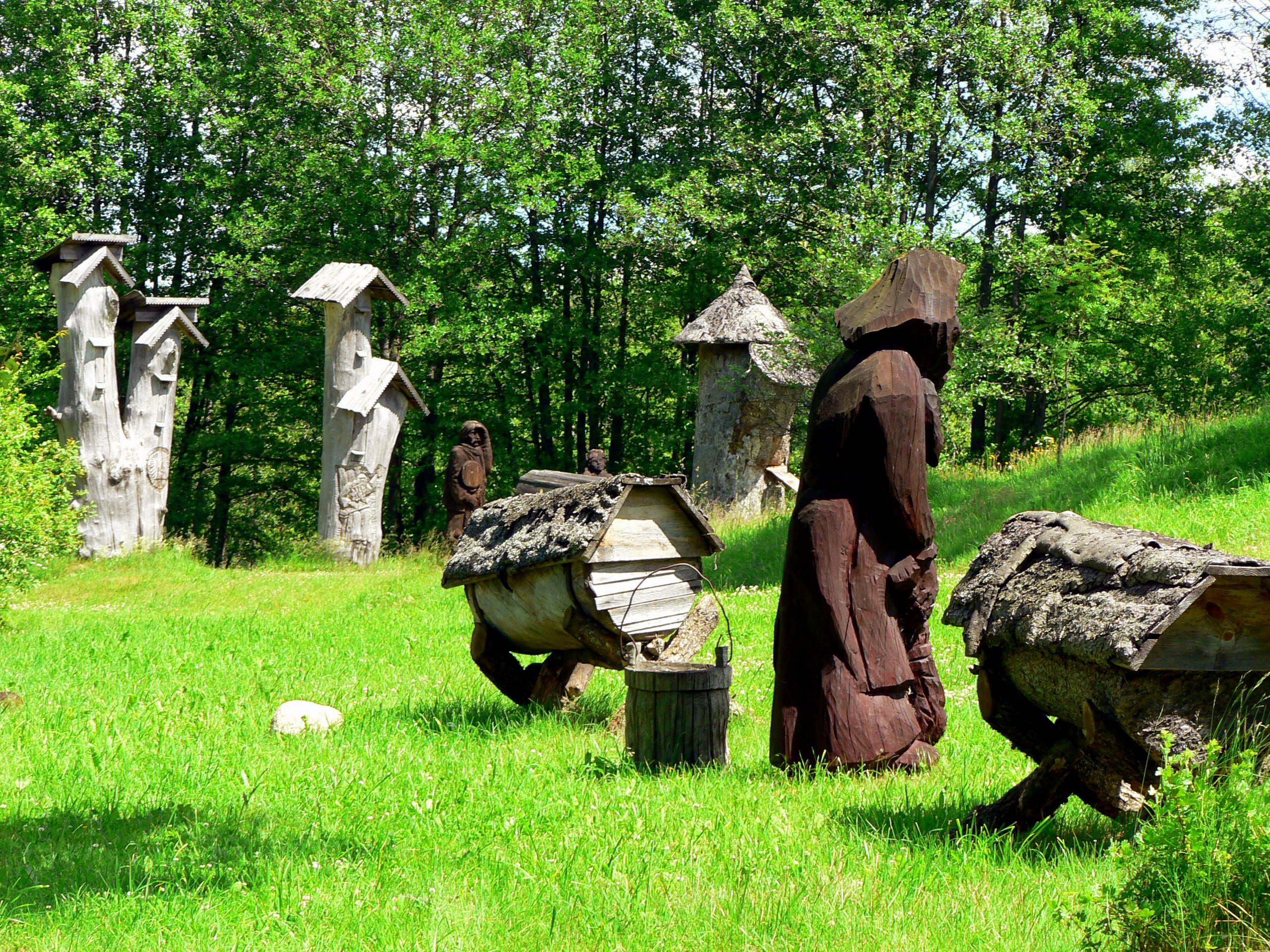
Museo de los Apiarios, Lituania.

## Medidas internas de diferentes tipos de colmenas verticales
Las tablas que forman las paredes de las colmenas son, generalmente, de 25 mm. Las medidas de la tabla están en centímetros.
| Tipo                   | Langstroth     | Dadant           | Lusitana      | Warré                | Layens                                                                                  |
| ---------------------- | -------------- | ---------------- | ------------- | -------------------- | --------------------------------------------------------------------------------------- |
| Medidas cámara cría    | 51 x 42,5 x 24 | 51 x 42,5 x 31   | 37 x 38 x 31  | 30 x 30 x 21         | según Nº cuadros (con 12 cuadros 49 x 34,5 x 41)                                        |
| Medidas alzas          | 51 x 42,5 x 24 | 51 x 42,5 x 17   | 37 x 38 x 16  | 30 x 30 x 21         | (En colmenas mixtas, pueden adaptarse cuadros de media alza langstroth perpendiculares) |
| Med. cuadro cámara     | 42 x 20        | 42 x 27          | 33 x 27       | 30 x 20 (sin marcos) | 35 x 30                                                                                 |
| Med cuadro alza miel   | 42 x 20        | 42 x 13          | 33 x 12       | 30 x 20 (sin marcos) | 35 x 30                                                                                 |
| Superficie cuadro      | 160 dm²        | 220 dm²          | 180 dm²       | 120 dm² (sin marcos) | 240 dm²                                                                                 |
| Cría teórica           | 45.000 abejas  | 60-62.000 abejas | 50.000 abejas | 22.500 abejas        | 67.200 abejas                                                                           |
| kg de abeja x cría     | 4,5 kg         | 6 kg             | 5 kg          | 2,25 kg              | 6,7 kg                                                                                  |
| Capacidad en litros    | 42,4 L         | 54 L             | 43,5 L        | 18,9 L               | 68,1 L (12 cuadros estándar)                                                            |
| Capacidad total        | 84,8 L         | 84 L             | 65,9 L        | 56,7 L (3 cuerpos)   |                                                                                         |
| Capacidad en alza mel. | 25 kg          | 16 kg            | 13 kg         | 12 kg                |                                                                                         |